# Schradera marginalis
Schradera marginalis är en måreväxtart som beskrevs av Paul Carpenter Standley. Schradera marginalis ingår i släktet Schradera och familjen måreväxter. Inga underarter finns listade i Catalogue of Life.